# Basquetebol nos Jogos Pan-Americanos de 2007 - Feminino
O torneio feminino de basquetebol nos Jogos Pan-Americanos de 2007 ocorreu entre 20 e 24 de julho na Arena Olímpica do Rio. Oito equipes participaram do evento.

## Medalhistas
|  | USA Estados Unidos |  | BRA Brasil |  | CUB Cuba |
|  | Emily Fox Candice Wiggins Mattee Ajavon Melanie Thomas Marissa Coleman Alexis Hornbuckle Angel McCoughtry Nkolika Anosike Charde Houston Jayne Appel Natasha Humphrey Erlana Larkins |  | Adriana Pinto Karen Rocha Palmira Marçal Micaela Jacinto Tatiana Conceição Janeth Arcain Patrícia Ferreira Soeli Zakrzeski Jucimara Dantas Isis Nascimento Graziane Coelho Kelly Santos |  | Arlenys Romero Taimara Suero Yakelyn Plutin Oyanaisy Gelis Yolyseny Soria Yamara Amargo Yaima Boulet Yamilet Martínez Cariola Echevarría Leidys Oquendo Clenia Noblet Suchitel Ávila |

## Formato
As oito equipes foram divididas em dois grupos de quatro equipes. Cada equipe jogou contra as outras equipes do mesmo grupo, totalizando três jogos. As duas primeiras colocadas de cada grupo classificaram-se as semifinais e as restantes para jogos de definição do quinto ao oitavo lugar. Nas semifinais, os vencedores disputaram a final e os perdedores lutaram pela medalha de bronze.

## Primeira fase

### Grupo A
| Pos. | Equipe      | Pts | J | V | D | PF  | PC  | Dif |
| ---- | ----------- | --- | - | - | - | --- | --- | --- |
| 1    | BRA Brasil  | 6   | 3 | 3 | 0 | 246 | 176 | +70 |
| 2    | CAN Canadá  | 5   | 3 | 2 | 1 | 195 | 186 | +9  |
| 3    | JAM Jamaica | 4   | 3 | 1 | 2 | 184 | 185 | -1  |
| 4    | MEX México  | 3   | 3 | 0 | 3 | 153 | 231 | -78 |

| 20 de julho, 2007 15:30 |                                                               | Canadá | 74–63                                             | México | OT | Arena Olímpica, Rio de Janeiro Público: 600 Árbitros: ARG Mario José Aluz USA Leslie Claybrook COL Jakelyn Rodríguez |  |
| 20 de julho, 2007 15:30 | Placar por quarto: 14-16, 29-24, 44-41, 61-61, OT: 74-83      |        |                                                   |        | OT | Arena Olímpica, Rio de Janeiro Público: 600 Árbitros: ARG Mario José Aluz USA Leslie Claybrook COL Jakelyn Rodríguez |  |
| 20 de julho, 2007 15:30 | Pts: Gabriele (22) Rbts: Aubry, Crooks (9) Asts: Gabriele (5) |        | Pts: Silva (20) Rbts: Machuca (6) Asts: Silva (3) |        | OT | Arena Olímpica, Rio de Janeiro Público: 600 Árbitros: ARG Mario José Aluz USA Leslie Claybrook COL Jakelyn Rodríguez |  |

| 20 de julho, 2007 22:00 |                                                                          | Brasil | 81–69                                                                  | Jamaica |  | Arena Olímpica, Rio de Janeiro Público: 1.400 Árbitros: URU Isaac Glass CUB Yuliet Méndez ISV Dwight Caines |  |
| 20 de julho, 2007 22:00 | Placar por quarto: 18-17, 42-32, 63-46, 81-69                            |        |                                                                        |         |  | Arena Olímpica, Rio de Janeiro Público: 1.400 Árbitros: URU Isaac Glass CUB Yuliet Méndez ISV Dwight Caines |  |
| 20 de julho, 2007 22:00 | Pts: Janeth (28) Rbts: Adrianinha (8) Asts: Adrianinha, Êga, Micaela (4) |        | Pts: Gidden (18) Rbts: Gidden, Edwards (8) Asts: Louden, Pitterson (4) |         |  | Arena Olímpica, Rio de Janeiro Público: 1.400 Árbitros: URU Isaac Glass CUB Yuliet Méndez ISV Dwight Caines |  |

| 21 de julho, 2007 15:30 |                                                            | México | 44–88                                                   | Brasil |  | Arena Olímpica, Rio de Janeiro Público: 9.350 Árbitros: CRC Gabriela Shaer USA Winston Stith PAN Nemesio Farjado |  |
| 21 de julho, 2007 15:30 | Placar por quarto: 9-18, 19-44, 33-59, 44-88               |        |                                                         |        |  | Arena Olímpica, Rio de Janeiro Público: 9.350 Árbitros: CRC Gabriela Shaer USA Winston Stith PAN Nemesio Farjado |  |
| 21 de julho, 2007 15:30 | Pts: Silva (10) Rbts: Silva, Machuca (5) Asts: Ramírez (2) |        | Pts: Micaela (22) Rbts: Kelly (10) Asts: Adrianinha (5) |        |  | Arena Olímpica, Rio de Janeiro Público: 9.350 Árbitros: CRC Gabriela Shaer USA Winston Stith PAN Nemesio Farjado |  |

| 21 de julho, 2007 22:00 |                                                                               | Jamaica | 46–58                                                                | Canadá |  | Arena Olímpica, Rio de Janeiro Público: 1.100 Árbitros: ARG Alejandro Chiti VEN Daniel Delgado CUB Yuliet Méndez |  |
| 21 de julho, 2007 22:00 | Placar por quarto: 19-15, 28-22, 39-35, 46-58                                 |         |                                                                      |        |  | Arena Olímpica, Rio de Janeiro Público: 1.100 Árbitros: ARG Alejandro Chiti VEN Daniel Delgado CUB Yuliet Méndez |  |
| 21 de julho, 2007 22:00 | Pts: Edwards, Messam (12) Rbts: Edwards, Gidden (9) Asts: Edwards, Messam (2) |         | Pts: Gabriele (17) Rbts: Adrian, Aubry, Adams (4) Asts: Gabriele (5) |        |  | Arena Olímpica, Rio de Janeiro Público: 1.100 Árbitros: ARG Alejandro Chiti VEN Daniel Delgado CUB Yuliet Méndez |  |

| 22 de julho, 2007 15:30 |                                                 | México | 46–69                                                    | Jamaica |  | Arena Olímpica, Rio de Janeiro Público: 600 Árbitros: ESA Mauricio Sosa COL Jakelyn Rodríguez ISV Dwight Caines |  |
| 22 de julho, 2007 15:30 | Placar por quarto: 12-18, 22-32, 33-54, 46-69   |        |                                                          |         |  | Arena Olímpica, Rio de Janeiro Público: 600 Árbitros: ESA Mauricio Sosa COL Jakelyn Rodríguez ISV Dwight Caines |  |
| 22 de julho, 2007 15:30 | Pts: Gómez (22) Rbts: Silva (5) Asts: Silva (4) |        | Pts: Edwards (22) Rbts: Edwards (11) Asts: Pitterson (2) |         |  | Arena Olímpica, Rio de Janeiro Público: 600 Árbitros: ESA Mauricio Sosa COL Jakelyn Rodríguez ISV Dwight Caines |  |

| 22 de julho, 2007 22:00 |                                                              | Brasil | 77–63                                                 | Canadá |  | Arena Olímpica, Rio de Janeiro Público: 13.700 Árbitros: ARG Mario José Aluz USA Leslie Claybrook CUB Yuliet Méndez |  |
| 22 de julho, 2007 22:00 | Placar por quarto: 21-29, 46-40, 66-54, 77-63                |        |                                                       |        |  | Arena Olímpica, Rio de Janeiro Público: 13.700 Árbitros: ARG Mario José Aluz USA Leslie Claybrook CUB Yuliet Méndez |  |
| 22 de julho, 2007 22:00 | Pts: Janeth (20) Rbts: Êga, Micaela (5) Asts: Adrianinha (5) |        | Pts: Gabriele (16) Rbts: Adams (8) Asts: Gabriele (3) |        |  | Arena Olímpica, Rio de Janeiro Público: 13.700 Árbitros: ARG Mario José Aluz USA Leslie Claybrook CUB Yuliet Méndez |  |

### Grupo B
| Pos. | Equipe             | Pts | J | V | D | PF  | PC  | Dif |
| ---- | ------------------ | --- | - | - | - | --- | --- | --- |
| 1    | USA Estados Unidos | 6   | 3 | 3 | 0 | 231 | 171 | +60 |
| 2    | CUB Cuba           | 5   | 3 | 2 | 1 | 225 | 210 | +15 |
| 3    | COL Colômbia       | 4   | 3 | 1 | 2 | 175 | 242 | -67 |
| 4    | ARG Argentina      | 3   | 3 | 0 | 3 | 199 | 207 | -8  |

| 20 de julho, 2007 13:15 |                                                          | Estados Unidos | 95–41                                                    | Colômbia |  | Arena Olímpica, Rio de Janeiro Público: 0 Árbitros: BRA Sérgio Pacheco MEX Horacio Cepeda JAM Kevin Pinnock |  |
| 20 de julho, 2007 13:15 | Placar por quarto: 32-14, 63-23, 78-35, 95-41            |                |                                                          |          |  | Arena Olímpica, Rio de Janeiro Público: 0 Árbitros: BRA Sérgio Pacheco MEX Horacio Cepeda JAM Kevin Pinnock |  |
| 20 de julho, 2007 13:15 | Pts: Ajavon (15) Rbts: Houston (10) Asts: Hornbuckle (4) |                | Pts: Arias (17) Rbts: Arias (7) Asts: Arias, Pinilla (2) |          |  | Arena Olímpica, Rio de Janeiro Público: 0 Árbitros: BRA Sérgio Pacheco MEX Horacio Cepeda JAM Kevin Pinnock |  |

| 20 de julho, 2007 19:45 |                                                                 | Argentina | 79–81                                             | Cuba | OT | Arena Olímpica, Rio de Janeiro Público: 1.200 Árbitros: VEN Daniel Delgado CRC Gabriela Shaer CAN Karem Lasuik |  |
| 20 de julho, 2007 19:45 | Placar por quarto: 19-20, 25-40, 48-54, 66-66, OT: 79-81        |           |                                                   |      | OT | Arena Olímpica, Rio de Janeiro Público: 1.200 Árbitros: VEN Daniel Delgado CRC Gabriela Shaer CAN Karem Lasuik |  |
| 20 de julho, 2007 19:45 | Pts: Chesta (17) Rbts: Chesta, Fernández (5) Asts: Nicolini (7) |           | Pts: Avila (23) Rbts: Boulet (13) Asts: Gelis (5) |      | OT | Arena Olímpica, Rio de Janeiro Público: 1.200 Árbitros: VEN Daniel Delgado CRC Gabriela Shaer CAN Karem Lasuik |  |

| 21 de julho, 2007 13:15 |                                                                    | Cuba | 81–53                                             | Colômbia |  | Arena Olímpica, Rio de Janeiro Público: 0 Árbitros: BRA Cristiano Maranhão ESA Mauricio Sosa JAM Kevin Pinnock |  |
| 21 de julho, 2007 13:15 | Placar por quarto: 26-16, 43-32, 63-42, 81-53                      |      |                                                   |          |  | Arena Olímpica, Rio de Janeiro Público: 0 Árbitros: BRA Cristiano Maranhão ESA Mauricio Sosa JAM Kevin Pinnock |  |
| 21 de julho, 2007 13:15 | Pts: Boulet (21) Rbts: Boulet (11) Asts: Amargo, Boulet, Soria (3) |      | Pts: Díaz (13) Rbts: Torres (9) Asts: Robledo (2) |          |  | Arena Olímpica, Rio de Janeiro Público: 0 Árbitros: BRA Cristiano Maranhão ESA Mauricio Sosa JAM Kevin Pinnock |  |

| 21 de julho, 2007 19:45 |                                                            | Estados Unidos | 85–54                                                           | Argentina |  | Arena Olímpica, Rio de Janeiro Público: 0 Árbitros: PUR Jorge Vásquez CAN Jon Hunt BRA Enaldo Souza |  |
| 21 de julho, 2007 19:45 | Placar por quarto: 25-11, 45-15, 63-34, 85-54              |                |                                                                 |           |  | Arena Olímpica, Rio de Janeiro Público: 0 Árbitros: PUR Jorge Vásquez CAN Jon Hunt BRA Enaldo Souza |  |
| 21 de julho, 2007 19:45 | Pts: Fox (18) Rbts: Anosike, Coleman (8) Asts: Coleman (3) |                | Pts: Cava (13) Rbts: Paoletta, Fernández (6) Asts: Paoletta (4) |           |  | Arena Olímpica, Rio de Janeiro Público: 0 Árbitros: PUR Jorge Vásquez CAN Jon Hunt BRA Enaldo Souza |  |

| 22 de julho, 2007 13:15 |                                                    | Colômbia | 68–66                                               | Argentina |  | Arena Olímpica, Rio de Janeiro Público: 300 Árbitros: BRA Sérgio Pacheco MEX Horacio Cepeda PAN Nemesio Farjado |  |
| 22 de julho, 2007 13:15 | Placar por quarto: 16-16, 27-25, 51-40, 68-66      |          |                                                     |           |  | Arena Olímpica, Rio de Janeiro Público: 300 Árbitros: BRA Sérgio Pacheco MEX Horacio Cepeda PAN Nemesio Farjado |  |
| 22 de julho, 2007 13:15 | Pts: Arias (24) Rbts: Torres (5) Asts: Pinilla (3) |          | Pts: Paoletta (17) Rbts: Landra (9) Asts: Gatti (4) |           |  | Arena Olímpica, Rio de Janeiro Público: 300 Árbitros: BRA Sérgio Pacheco MEX Horacio Cepeda PAN Nemesio Farjado |  |

| 22 de julho, 2007 19:45 |                                                    | Cuba | 63–78                                                                   | Estados Unidos |  | Arena Olímpica, Rio de Janeiro Público: 6.500 Árbitros: URU Isaac Glass VEN Daniel Delgado CAN Karem Lasuik |  |
| 22 de julho, 2007 19:45 | Placar por quarto: 13-17, 24-36, 47-58, 63-78      |      |                                                                         |                |  | Arena Olímpica, Rio de Janeiro Público: 6.500 Árbitros: URU Isaac Glass VEN Daniel Delgado CAN Karem Lasuik |  |
| 22 de julho, 2007 19:45 | Pts: Boulet (19) Rbts: Boulet (9) Asts: Romero (4) |      | Pts: Coleman (19) Rbts: Humphrey, Coleman (6) Asts: Wiggins, Ajavon (3) |                |  | Arena Olímpica, Rio de Janeiro Público: 6.500 Árbitros: URU Isaac Glass VEN Daniel Delgado CAN Karem Lasuik |  |

## Fase final
|  | Classificação 5º-8º lugar | Classificação 5º-8º lugar |    |                     | 5º lugar            | 5º lugar |  |
|  |                           |                           |    |                     |                     |          |  |
|  | 23 de julho - 13:15       |                           |    |                     |                     |          |  |
|  | JAM Jamaica               | 61                        |    |                     |                     |          |  |
|  | ARG Argentina             | 73                        |    |                     |                     |          |  |
|  |                           |                           |    |                     |                     |          |  |
|  |                           |                           |    |                     | 24 de julho - 19:45 |          |  |
|  |                           |                           |    |                     | ARG Argentina       | 58       |  |
|  |                           | COL Colômbia              | 59 |                     |                     |          |  |
|  |                           |                           |    |                     |                     |          |  |
|  |                           |                           |    |                     |                     |          |  |
|  |                           |                           |    |                     | 7º lugar            |          |  |
|  | 23 de julho - 22:00       | 23 de julho - 22:00       |    | 24 de julho - 21:00 | 24 de julho - 21:00 |          |  |
|  | COL Colômbia              | 62                        |    | JAM Jamaica         | 56                  |          |  |
|  | MEX México                | 55                        |    |                     | MEX México          | 63       |  |

|  | Semifinais          | Semifinais          |    |                     | Final               | Final |  |
|  |                     |                     |    |                     |                     |       |  |
|  | 23 de julho - 15:30 |                     |    |                     |                     |       |  |
|  | BRA Brasil          | 79                  |    |                     |                     |       |  |
|  | CUB Cuba            | 60                  |    |                     |                     |       |  |
|  |                     |                     |    |                     |                     |       |  |
|  |                     |                     |    |                     | 24 de julho - 15:30 |       |  |
|  |                     |                     |    |                     | BRA Brasil          | 66    |  |
|  |                     | USA Estados Unidos  | 79 |                     |                     |       |  |
|  |                     |                     |    |                     |                     |       |  |
|  |                     |                     |    |                     |                     |       |  |
|  |                     |                     |    |                     | 3º lugar            |       |  |
|  | 23 de julho - 19:45 | 23 de julho - 19:45 |    | 24 de julho - 13:15 | 24 de julho - 13:15 |       |  |
|  | USA Estados Unidos  | 75                  |    | CUB Cuba            | 62                  |       |  |
|  | CAN Canadá          | 59                  |    |                     | CAN Canadá          | 49    |  |

### Semifinais
| 23 de julho, 2007 15:30 |                                                                                    | Brasil | 79–60                                                                            | Cuba |  | Arena Olímpica, Rio de Janeiro Público: 3.500 Árbitros: ARG Alejandro Chiti PUR Jorge Vásquez ISV Dwight Caines |  |
| 23 de julho, 2007 15:30 | Placar por quarto: 19-16, 41-29, 66-44, 79-60                                      |        |                                                                                  |      |  | Arena Olímpica, Rio de Janeiro Público: 3.500 Árbitros: ARG Alejandro Chiti PUR Jorge Vásquez ISV Dwight Caines |  |
| 23 de julho, 2007 15:30 | Pts: Kelly, Micaela (17) Rbts: Kelly (14) Asts: Adrianinha, Karen, Kelly, Mamá (2) |        | Pts: Plutin, Soria (10) Rbts: Boulet (10) Asts: Gelis, Amargo, Suero, Plutin (1) |      |  | Arena Olímpica, Rio de Janeiro Público: 3.500 Árbitros: ARG Alejandro Chiti PUR Jorge Vásquez ISV Dwight Caines |  |

| 23 de julho, 2007 19:45 |                                                                 | Estados Unidos | 75–59                                                         | Canadá |  | Arena Olímpica, Rio de Janeiro Público: 3.000 Árbitros: ESA Mauricio Sosa CRC Gabriela Shaer JAM Kevin Pinnock |  |
| 23 de julho, 2007 19:45 | Placar por quarto: 13-17, 45-28, 65-46, 75-59                   |                |                                                               |        |  | Arena Olímpica, Rio de Janeiro Público: 3.000 Árbitros: ESA Mauricio Sosa CRC Gabriela Shaer JAM Kevin Pinnock |  |
| 23 de julho, 2007 19:45 | Pts: McCoughtry (21) Rbts: Larkins (7) Asts: Wiggins, Appel (2) |                | Pts: Aubry (12) Rbts: Gabriele, Murphy (5) Asts: Gabriele (3) |        |  | Arena Olímpica, Rio de Janeiro Público: 3.000 Árbitros: ESA Mauricio Sosa CRC Gabriela Shaer JAM Kevin Pinnock |  |

### Disputa pelo bronze
| 24 de julho, 2007 13:15 |                                                           | Cuba | 62–49                                              | Canadá |  | Arena Olímpica, Rio de Janeiro Público: 1.700 Árbitros: VEN Daniel Delgado USA Leslie Claybrook BRA Enaldo Souza |  |
| 24 de julho, 2007 13:15 | Placar por quarto: 18-12, 30-23, 47-38, 62-49             |      |                                                    |        |  | Arena Olímpica, Rio de Janeiro Público: 1.700 Árbitros: VEN Daniel Delgado USA Leslie Claybrook BRA Enaldo Souza |  |
| 24 de julho, 2007 13:15 | Pts: Plutin (20) Rbts: Boulet (9) Asts: Plutin, Soria (3) |      | Pts: Crooks (15) Rbts: Crooks (7) Asts: Murphy (2) |        |  | Arena Olímpica, Rio de Janeiro Público: 1.700 Árbitros: VEN Daniel Delgado USA Leslie Claybrook BRA Enaldo Souza |  |

### Final
| 24 de julho, 2007 15:30 |                                                        | Brasil | 66–79                                                               | Estados Unidos |  | Arena Olímpica, Rio de Janeiro Público: 13.200 Árbitros: URU Isaac Glass CAN Karem Lasuik ARG Mario José Aluz |  |
| 24 de julho, 2007 15:30 | Placar por quarto: 19-18, 34-33, 53-49, 66-79          |        |                                                                     |                |  | Arena Olímpica, Rio de Janeiro Público: 13.200 Árbitros: URU Isaac Glass CAN Karem Lasuik ARG Mario José Aluz |  |
| 24 de julho, 2007 15:30 | Pts: Adrianinha (19) Rbts: Janeth (7) Asts: Janeth (3) |        | Pts: Ajavon (27) Rbts: Hornbuckle, McCoughtry (9) Asts: Anosike (4) |                |  | Arena Olímpica, Rio de Janeiro Público: 13.200 Árbitros: URU Isaac Glass CAN Karem Lasuik ARG Mario José Aluz |  |

## Classificação final
| Pos.              | Equipe             | Campanha (V-D) |
| ----------------- | ------------------ | -------------- |
| Medalha de ouro   | USA Estados Unidos | (5-0)          |
| Medalha de prata  | BRA Brasil         | (4-1)          |
| Medalha de bronze | CUB Cuba           | (3-2)          |
| 4                 | CAN Canadá         | (2-3)          |
| 5                 | COL Colômbia       | (3-2)          |
| 6                 | ARG Argentina      | (1-4)          |
| 7                 | MEX México         | (1-4)          |
| 8                 | JAM Jamaica        | (1-4)          |